# ويلهلم بيترز (لاعب كرة قدم)
ويلهلم بيترز (بالألمانية: Wilhelm Peters)‏ (و. 1901 – 1941 م) هو لاعب كرة قدم، وحكم كرة قدم ألماني، ولد في هامبورغ، شارك في كرة قدم في الألعاب الأولمبية الصيفية 1936 ‏، بدأ مشواره المهني سنة 1929، توفي في برلين، عن عمر يناهز 40 عاماً.

## روابط خارجية
- ويلهلم بيترز على موقع أوليمبيديا (الإنجليزية)